# Гераклейский полуостров
Геракле́йский полуо́стров (Иракли́йский, Трахе́йский полуостров; укр. Гераклейський півострів) — треугольный выступ суши в Чёрное море на юго-западе Крымского полуострова, от которого отделяется Севастопольской бухтой, рекой Чёрной, Балаклавской долиной и Балаклавской бухтой. Занимает площадь около 100 км².
Гераклейский полуостров в древности был территорией Херсонеса Таврического. Название его происходит от Гераклеи Понтийской, выходцы из которой основали Херсонес. Другое название полуострова — Трахейский. В XIX веке употреблялось также название Ираклийский.
В древности Гераклейский полуостров, возможно, был защищён в восточной части валом и рвом для защиты херсонеситов от их соседей тавров. Полуостров был сельскохозяйственной округой Херсонеса — хорой, где были возведены укрепления, усадьбы, размежёваны наделы, устроены виноградники и сады.
Полуостров представляет собой каменистое плоскогорье, изрезанное балками, которое полого спускается с высот Сапун-горы к Чёрному морю.
На Гераклейском полуострове расположена Южная сторона Севастополя.